# 까오응우옌중펀

까오응우옌중펀의 위치

까오응우옌중펀(베트남어: Cao nguyên Trung phần)은 베트남의 하위 행정 분류 중의 하나로 베트남 중부의 서쪽 고원 지대를 일컫는 말이다. 닥락성, 닥농성, 잘라이성, 꼰뚬성, 럼동성이 해당 행정분류에 속한다. 

## 역사
이 지역은 킨족 이외의 여러 민족들이 옛날부터 거주하고 있던 지역이며, 자라이족, 에데족 등 말레이폴리네시아어파, 바나르족, 써당족, 꼬호족 등 다양한 민족이 현재에도 많이 존재하고 있다.
예전에는 캄보디아, 라오스 등이 종주권을 주장했다.
19세기, 인도차이나 반도를 지배해 온 프랑스가 응우옌 왕조의 종주권을 인정하는 형식으로 베트남(안남)에 통합되었다. 또한 제1차 세계 대전 이후에는 고무, 커피 등의 재배가 확대, 설치되었다.
베트남 전쟁 시 중부 고원에서 에데족이 풀로(FULRO 억압인종해방을 위한 연합전선)를 결성하고 남북 베트남 정부로부터 독립을 목표로 활동을 전개했다. 또한 중부 고원은 호찌민 루트가 지나갔기 때문에 베트남 전쟁의 격전지가 되었다.

## 행정 구역
| 성       | 베트남어 | 성도       | 인구 (2019) | 면적 (km2)   |
| -------- | -------- | ---------- | ----------- | ------------ |
| 닥락성   | Đắk Lắk  | 부온마투옷 | 2,126,925   | 13,139.2 km2 |
| 닥농성   | Đắk Nông | 자응이어   | 574,633     | 6,516.9 km2  |
| 잘라이성 | Gia Lai  | 쁠래이꾸   | 2,211,102   | 15,536.9 km2 |
| 꼰뚬성   | Kon Tum  | 꼰뚬       | 476,855     | 9,690.5 km2  |
| 럼동성   | Lâm Đồng | 달랏       | 1,551,120   | 9,776.1 km2  |

## 지리
까오응우옌중펀은 라오스와 캄보디아 북동부에 접해 있는 고원이다. 꼰뚬성은 라오스, 캄보디아와 국경을 공유하지만 짤라이성, 닥락성은 캄보디아와 국경만 공유한다. 럼동성은 육지로 둘러싸여 있어 국경선이 없다.
사실, 까오응우옌중펀은 높은 고원에 위치해 있지는 않다. 중부 고원에 있는 고원들을 보면 고만고만한 높이에 다음과 같은 것들이 있다. 
- 꼰뚬고원(Kon Tum Plateau , 500m)
- 꼰플롱고원(Kon Plông Platea)
- 꼰하능고원(Kon Hà Nừng Plateau)
- 쁠래이꾸고원(Pleiku Plateau, 800m)
- 므드락고원(Mdrak Plateau, 500m)
- 닥락고원(Đắk Lắk Plateau, 800m)
- 머농고원(Mơ Nông Plateau, 800m ~ 1000m)
- 럼비엔고원(Lâm Viên Plateau, 1500m)
- 지린고원(Di Linh Plateau, 약 900m ~ 1000m)

이 모든 고원은 높은 산맥과 안남산맥의 산에 둘러싸여 있다.
까오응우옌중펀은 지형과 기후의 편차에 따라 3곳의 하위 지역으로 분류할 수 있다. 
- 북서 응우옌(꼰뚬성, 잘라이성)
- 중서 응우옌(닥락성, 닥농성)
- 남서 응우옌(럼동성)

중서부는 고도가 낮기 때문에 다른 두 개의 하위 지역보다 온도가 더 높다.

## 주민

### 민족
- 자라이족
- 에데족

말레이폴리네시아어파에 속하는 
- 바나르족
- 써당족
- 꼬호족

### 언어
몬크메르어족에 속하는 언어가 있다.

## 같이 보기
- 베트남의 행정 구역